# IC 649/2
IC 649/2 је спирална галаксија у сазвијежђу Секстант која се налази на листи објеката дубоког неба у Индекс каталогу.
Деклинација објекта је + 1° 9' 43" а ректасцензија 10h 50m 52,1s. Привидна величина (магнитуда) објекта IC 649 износи 14,7 а фотографска магнитуда 15,5. IC 6492 је још познат и под ознакама MCG 0-28-19, CGCG 10-34, KCPG 252B, PGC 93105.